# Nazlı Ceren Argon
Nazlı Ceren Argon (* 3. Dezember 1982 in Ankara) ist eine türkische Schauspielerin.

## Leben und Karriere
Argon wurde am 3. Dezember 1982 Ankara geboren. Sie gab ihr Debüt 2014 in dem Kurzfilm Levent Yüksel I did not settle down. Von 2007 bis 2008 war sie in der Fernsehserie Tatlı Bela Fadime zu sehen.
2008 wurde sie für den Film Semum gecastet. Im selben Jahr wirkte Argon außerdem in der Serie Binbir Gece mit. Zwischen 2008 und 2017 hatte sie in der Serie Kayıp Prenses eine Hauptrolle.

## Filmografie
Filme
- 2004: Levent Yüksel I did not settle down
- 2008: Semum

Serien
- 2007–2008: Tatlı Bela Fadime
- 2008: Binbir Gece
- 2008–2017: Kayıp Prenses